# Neophyllaphis totarae
Neophyllaphis totarae är en insektsart. Neophyllaphis totarae ingår i släktet Neophyllaphis och familjen långrörsbladlöss. Inga underarter finns listade i Catalogue of Life.